# Seaca (okręg Gorj)
Seaca – wieś w Rumunii, w okręgu Gorj, w gminie Logrești. W 2011 roku liczyła 319 mieszkańców.